# 기록사진

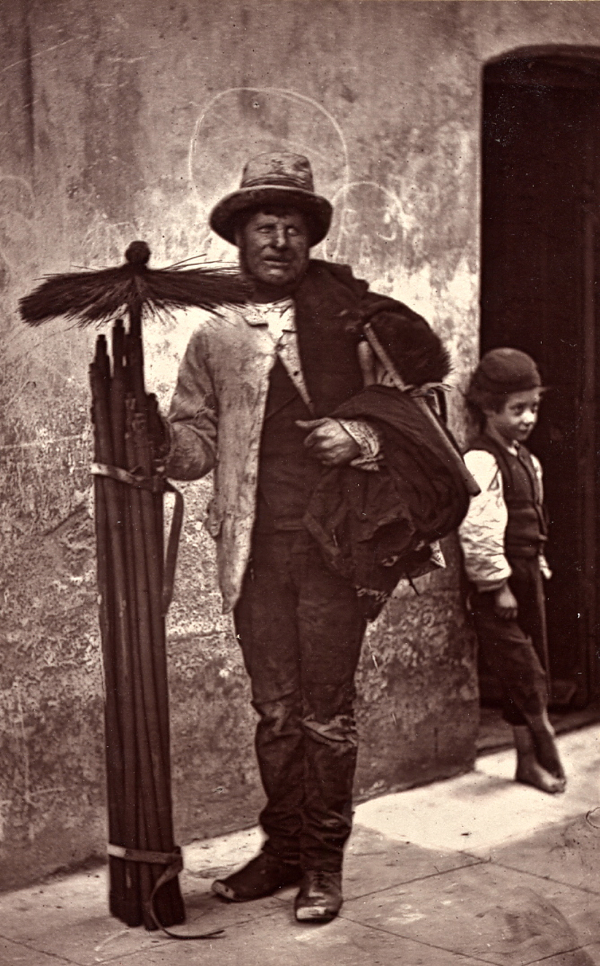

기록사진(記錄寫眞)은 후세에 남겨둘 가치가 있어 남게 될 기록적인 사진이다. 다큐멘터리 사진이라고도 한다. 어떤 실제 사건이나 사고를 기록하기 위해 찍는 것이 대부분이다. 일반적으로 역사 및 역사적 사건은 물론 일상생활과 관련이 있고 중요한 사건이나 환경을 기록하는 데 사용되는 인기 있는 사진 형식을 말한다. 이는 일반적으로 전문적인 포토저널리즘 또는 실제 보도로 수행되지만 아마추어, 예술 또는 학문적 추구일 수도 있다.

## 기록사진 vs. 포토저널리즘
기록사진은 일반적으로 더 복잡한 스토리 라인을 갖춘 장기 프로젝트와 관련이 있는 반면, 포토저널리즘은 더 많은 속보와 관련이 있다. 두 가지 접근 방식은 종종 중복된다. 일부 이론가들은 뉴스 미디어와 긴밀한 관계를 맺고 있는 포토저널리즘이 청중을 즐겁게 하고 상품을 판매해야 한다는 필요성 때문에 기록사진보다 더 큰 영향을 받는다고 주장한다.

## 미술계의 수용
이러한 유형의 사진에 대한 미술계의 견해는 1967년 현대 미술관에서 열린 큐레이터 존 자코우스키(John Szarkowski)의 뉴 도큐먼츠(New Documents) 전시회에서 크게 바뀌었다.
1970년대 후반부터 잡지에 출판된 사진의 쇠퇴로 인해 그러한 작업을 위한 전통적인 포럼이 사라졌다. 많은 기록사진작가들은 이제 자신의 작품을 발표하고 생계를 유지하기 위해 예술계와 갤러리에 집중하고 있다. 전통적인 기록사진은 회화, 조각, 현대 미디어 분야에서 활동하는 다른 예술가들과 함께 전용 사진 갤러리에서 자리를 잡았다.

## 같이 보기
- 거리 사진